# 맥가
맥가(麥嘉, 1944년 2월 29일 ~ )는 홍콩 출신의 영화 배우이자 영화 감독, 영화 제작자다.
허관걸과 같이 촬영한 영화 최가박당이 엄청난 흥행 성공을 거두어 스타덤에 올랐다.

## 출연 작품
- 최가박당
- 신격대도